# Законодательное собрание Иркутской области
Законодательное Собрание Иркутской области (ЗакСобрание, ОЗС) — законодательный (представительный) однопалатный орган государственной власти Иркутской области, является постоянно действующим высшим и единственным органом законодательной власти Иркутской области.

## Состав
Состоит из 45 депутатов, 22 из которых избирается по одномандатным округам, а 23 выдвигаются политическими партиями по областному списку, состоящему из общеобластной части и региональных групп, соответствующим одномандатным избирательным округам.

###### Одномандатные избирательные округа
1. Алдаров Кузьма Романович, одномандатный избирательный округ № 22, «Единая Россия»;
2. Баляскин Сергей Александрович, одномандатный избирательный округ № 5, «Единая Россия»;
3. Девочкин Максим Евгеньевич, одномандатный избирательный округ № 4, «Единая Россия»;
4. Дёмин Эдуард Юрьевич, одномандатный избирательный округ № 10, «Единая Россия»;
5. Дикусарова Наталья Игоревна, одномандатный избирательный округ № 18, «Единая Россия»;
6. Зенкин Евгений Юрьевич, одномандатный избирательный округ № 9, «Единая Россия»;
7. Козлов Юрий Андреевич, одномандатный избирательный округ № 17, «Единая Россия»;
8. Кокошникова Антонина Владимировна, одномандатный избирательный округ № 7, «Единая Россия»;
9. Красноштанов Алексей Николаевич, одномандатный избирательный округ № 3, «Единая Россия»;
10. Кудрявцева Галина Фёдоровна, одномандатный избирательный округ № 13, «Единая Россия»;
11. Малышев Антон Андреевич, одномандатный избирательный округ № 6, «Справедливая Россия - За правду»;
12. Молостова Татьяна Николаевна, одномандатный избирательный округ № 19, «Единая Россия»;
13. Мясников Дмитрий Александрович, одномандатный избирательный округ № 16, «Единая Россия»;
14. Перетолчин Виталий Владимирович, одномандатный избирательный округ № 20, «Единая Россия»;
15. Побойкин Виктор Леонидович, одномандатный избирательный округ № 15, «Единая Россия»;
16. Распутин Алексей Владимирович, одномандатный избирательный округ № 1, «Единая Россия»;
17. Ружников Дмитрий Олегович, одномандатный избирательный округ № 2, «Единая Россия»;
18. Сагдеев Тимур Ринатович, одномандатный избирательный округ № 12, «Единая Россия»;
19. Саломатов Федор Сергеевич, одномандатный избирательный округ № 11, «Единая Россия»;
20. Труфанов Николай Степанович, одномандатный избирательный округ № 21, «Единая Россия»;
21. Франтенко Степан Сергеевич, одномандатный избирательный округ № 14, «Единая Россия»;
22. Ягодзинский Денис Васильевич, одномандатный избирательный округ № 8, «Единая Россия».

###### Единый избирательный округ
1. Алексеев Александр Лаврентьевич, региональная группа №7, «Единая Россия»;
2. Бессонов Александр Петрович, региональная группа №1, «Единая Россия»;
3. Боровиков Алексей Алексеевич, региональная группа №18, «Единая Россия»;
4. Брилка Сергей Фатеевич, региональная группа №14, «Единая Россия»;
5. Ведерников Александр Викторович, региональная группа №15, «Единая Россия»;
6. Вепрев Александр Алексеевич, общеобластная часть, «Единая Россия»;
7. Гомбоев Сергей Геннадьевич, региональная группа №22, «Единая Россия»;
8. Гудков Александр Сергеевич, общеобластная часть, «Новые люди»;
9. Духовников Андрей Михайлович, общеобластная часть, ЛДПР;
10. Егорова Лариса Игоревна, общеобластная часть, «Справедливая Россия - За праваду»;
11. Крыжановская Елена Леонидовна, региональная группа №12, «Единая Россия»;
12. Лаутин Александр Юрьевич, региональная группа №21, «Единая Россия»;
13. Литвинов Даниил Вадимович, региональная группа №3, «Единая Россия»;
14. Лобков Артем Валентинович, региональная группа №20, «Единая Россия»;
15. Новиков Михаил Александрович, региональная группа №8, «Единая Россия»;
16. Новокрещенов Вячеслав Александрович, региональная группа №13, «Единая Россия»;
17. Нохоев Пётр Иннокентьевич, региональная группа №22, КПРФ;
18. Обухов Анатолий Васильевич, региональная группа №4, КПРФ;
19. Попов Олег Николаевич, общеобластная часть, ЛДПР;
20. Сарсенбаев Евгений Сейтович, региональная группа №8, КПРФ;
21. Смагин Владимир Петрович, региональная группа №17, «Единая Россия»;
22. Сумароков Павел Ильич, региональная группа №14, КПРФ;
23. Ус Валерий Геннадьевич, общеобластная часть, «Новые люди».

###### Депутаты, досрочно сложившие свои полномочия
1. Брилка Сергей Фатеевич, «Единая Россия», сложил полномочия в связи с наделением полномочиями члена Совета Федерации - представителя от Законодательного Собрания Иркутской области 20.09.2018; 
2. Якубовский Александр Владимирович, «Единая Россия», сложил полномочия в связи с избранием в Государственную Думу РФ 02.10.2018;
3. Осодоев Геннадий Алексеевич, «Единая Россия», который принял депутатский мандат от Александра Якубовского 4.10.2018,  сложил полномочия в связи с избранием на муниципальную должность 18.09.2019; 
4. Сокол Сергей Михайлович, «Единая Россия», сложил полномочия в связи с избранием в Государственную Думу РФ 17.03.2020; 
5. Бриток Дмитрий Николаевич, ЛДПР, сложил полномочия по собственному желанию 15.04.2020;
6. Битаров Александр Семёнович, «Гражданская платформа», сложил полномочия по собственному желанию 17.03.2021.

###### По состоянию на 2020 год в составе Законодательного Собрания Иркутской области были созданы следующие фракции
- КПРФ — 18 депутатов;
- Единая Россия — 17 депутатов;
- ЛДПР — 4 депутата;
- Гражданская платформа — 3 депутата;
- Справедливая Россия — 2 депутата.
- Депутат Евгений Сарсенбаев, избранный по одномандатному избирательному округу от КПРФ, не состоит во фракциях.

Депутат Законодательного собрания Иркутской области Светлана Петрук 30 мая 2019 года написала заявление о выходе из партии Справедливая Россия. После чего стало известно, что она пойдет на выборы мэра Братска от КПРФ. 24 июля 2020 года член КПРФ Андрей Левченко во время сессии Законодательного Собрания Иркутской области объявил о том, что Светлана Петрук перешла во фракцию КПРФ. Теперь во фракции справедливороссов остались только двое представителей, во фракции КПРФ было 19, пока оттуда не вышел депутат Евгений Сарсенбаев. 23 октября 2020 года четыре депутата Законодательного Собрания Иркутской области создали депутатскую группу «Развитие региона», куда вошли Александр Битаров («Гражданская платформа»), Антон Романов (КПРФ), Денис Шершнев (КПРФ) и Евгений Сарсенбаев (вышел из фракции КПРФ 23 октября 2020 года). 17 марта 2020 года председатель Законодательного Собрания Иркутской области Сергей Сокол сложил депутатские полномочия  в связи с передачей ему мандата депутата Государственной Думы ФС РФ, освободившегося после назначения Ольги Баталиной заместителем министра труда и социальной защиты РФ. 

## Выборы
Выборы в Законодательное Собрание Иркутской области проводились 9 сентября 2018 года по смешанной системе. По единому округу участвовало 7 партий, из которых 4 преодолели процентный барьер. Явка избирателей составила 26,3 %. По одномандатным округам от «Единой России» победу одержали 9 кандидатов, от КПРФ — 9 кандидатов, от «Гражданской Платформы» — 3, от «Справедливой России» — 1.
Лидеры по явке: Баяндаевский (56 %), Боханский (52 %), Нукутский (52 %) районы. Самая низкая активность избирателей была в Бодайбинском (16 %) и Казачинско-Ленском районах (18 %). Явка в городах составила: в Иркутске — 22 %, Ангарском городском округе — 26,5 %, Братске — 21,7 %. 
| Партия                                              | По единому списку | По единому списку | По единому списку | Мандатов по одномандатным округам | Мандатов всего | % от числа избранных депутатов |
| Партия                                              | Подано голосов    | Доля голосов      | Мандатов          | Мандатов по одномандатным округам | Мандатов всего | % от числа избранных депутатов |
| «КПРФ»                                              | 166 759           | 33,94 %           | 9                 | 9                                 | 18             | 40 %                           |
| «Единая Россия»                                     | 136 704           | 27,83 %           | 8                 | 9                                 | 17             | 37,78 %                        |
| «ЛДПР»                                              | 77 610            | 15,80 %           | 4                 | 0                                 | 4              | 8,89 %                         |
| «Справедливая Россия»                               | 34 583            | 7,04 %            | 2                 | 1                                 | 3              | 6,67 %                         |
| Заградительный барьер — 5 %                         |                   |                   |                   |                                   |                |                                |
| «Гражданская платформа»                             | 23 320            | 4,75 %            | 0                 | 3                                 | 3              | 6,67 %                         |
| «Коммунистическая партия социальной справедливости» | 23 791            | 4,84 %            | 0                 | 0                                 | 0              | 0 %                            |
| «Родина»                                            | 6 464             | 1.32 %            | 0                 | 0                                 | 0              | 0 %                            |
| Самовыдвиженцы                                      |                   |                   |                   |                                   |                |                                |
| Самовыдвиженцы                                      | -                 | -                 | -                 | -                                 | -              | 0 %                            |
| Итого                                               | -                 | -                 | 23                | 22                                | 45             | 100 %                          |

## Структура

### Руководство
- Зелент Иван Зигмундович — председатель Законодательного Собрания 1994—2000 гг;
- Боровский Виктор Митрофанович — председатель Законодательного Собрания 2000—2002 гг;
- Шишкин Сергей Иванович — председатель Законодательного Собрания 2002—2003 гг;
- Истомин Геннадий Васильевич — председатель Законодательного Собрания 2003—2004 гг;
- Круглов Виктор Кузьмич — председатель Законодательного Собрания 2004—2008 гг;
- Берлина Людмила Михайловна — председатель Законодательного Собрания 2008—2015 гг;
- Брилка Сергей Фатеевич — председатель Законодательного Собрания 2015—2018 гг; [10]
- Сокол Сергей Михайлович — председатель Законодательного Собрания 2018—2020 гг; [11]
- Ведерников Александр Викторович — председатель Законодательного Собрания с 2020 гг.[12]

### Представитель в Совете Федерации
- Брилка Сергей Фатеевич — полномочия подтверждены с 20 сентября 2018 года

### Комитеты и комиссии
Из числа депутатов создаётся комитеты и постоянные комиссии, а также временные комиссии. Комитеты и постоянные комиссии образуются на срок полномочий Законодательного Собрания данного созыва.
Перечень комитетов:
- Комитет по законодательству о государственном строительстве области и местном самоуправлении - Перетолчин
- Комитет по бюджету, ценообразованию, финансово-экономическому и налоговому законодательству - Лаутин
- Комитет по социально-культурному законодательству - Мясников
- Комитет по здравоохранению и социальной защите
- Комитет по собственности и экономической политике
- Комитет по законодательству о природопользовании, экологии и сельском хозяйстве
- Комиссия по Регламенту, депутатской этике, информационной политике и связям с общественными объединениями
- Комиссия по контрольной деятельности

## Аппарат Законодательного Собрания
Руководитель аппарата — Леньшина Ирина Валерьевна
- Отдел учёта и отчётности
- Отдел государственной службы и кадров

- Правовое управление
  - Отдел по законодательству о государственном строительстве области и местном самоуправлении
  - Отдел социально-культурного законодательства
  - Отдел финансового законодательства
  - Отдел по законодательству об областной природоресурсной политике
  - Отдел по законодательству о собственности и экономической политике
  - Отдел по законодательству об охране здоровья и социальной защите
  - Отдел по развитию законодательства и обеспечения контрольной деятельности

- Отдел информационных технологий и связи
- Организационный отдел
- Отдел по взаимодействию с представительными органами муниципальных образований
- Управление информационной политики и аналитической работы 
  - Отдел по взаимодействию со средствами массовой информации
  - Аналитический отдел
- Отдел государственных закупок и материально-технического обеспечения
- Отдел протокольного обеспечения
- Отдел документационного обеспечения

- Аппарат фракции ВПП «Единая Россия» Законодательного Собрания
- Аппарат фракции «Гражданская Платформа» Законодательного Собрания
- Аппарат фракции «КПРФ» Законодательного Собрания
- Аппарат фракции «ЛДПР» Законодательного Собрания

## Полномочия
- принятие устава области и внесение в него поправок;
- принятие законов области, внесение в них изменений, контроль за их соблюдением и исполнением;
- утверждение программ социально-экономического развития области, долгосрочных областных целевых программ и контроль за их исполнением;
- утверждение областного бюджета, бюджетов территориальных государственных внебюджетных фондов области и отчетов об их исполнении;
- установление областных налогов и сборов и порядка их взимания на территории области;
- установление административно-территориального устройства области;
- принятие решения о наделении гражданина Российской Федерации по представлению Президента Российской Федерации полномочиями губернатора области;
- выражение недоверия соответствующему органу исполнительной власти области и его должностным лицам;
- назначение на должности мирового судьи;
- учреждение наград, присвоение почётных званий.

## История
Впервые избрано в 1994 году под нынешним названием.
Дата избрания депутатов Законодательного Собрания Иркутской области нынешнего созыва — 9 сентября 2018 года.